# London Underground 2024 Stock
Der London Underground 2024 Stock, vom Hersteller als Siemens Inspiro London bezeichnet, ist eine Serie elektrischer Triebzüge für die Piccadilly Line der London Underground. Im Rahmen des Projekts New Tube for London (NTfL) beschafft Transport for London (TfL) 94 neunteilige durchgängig begehbare Züge. Sie werden von Hersteller Siemens Mobility in den Werken in Goole und Wien gefertigt. Optionen bestehen für die Linien Bakerloo, Central und Waterloo & City.

## Geschichte

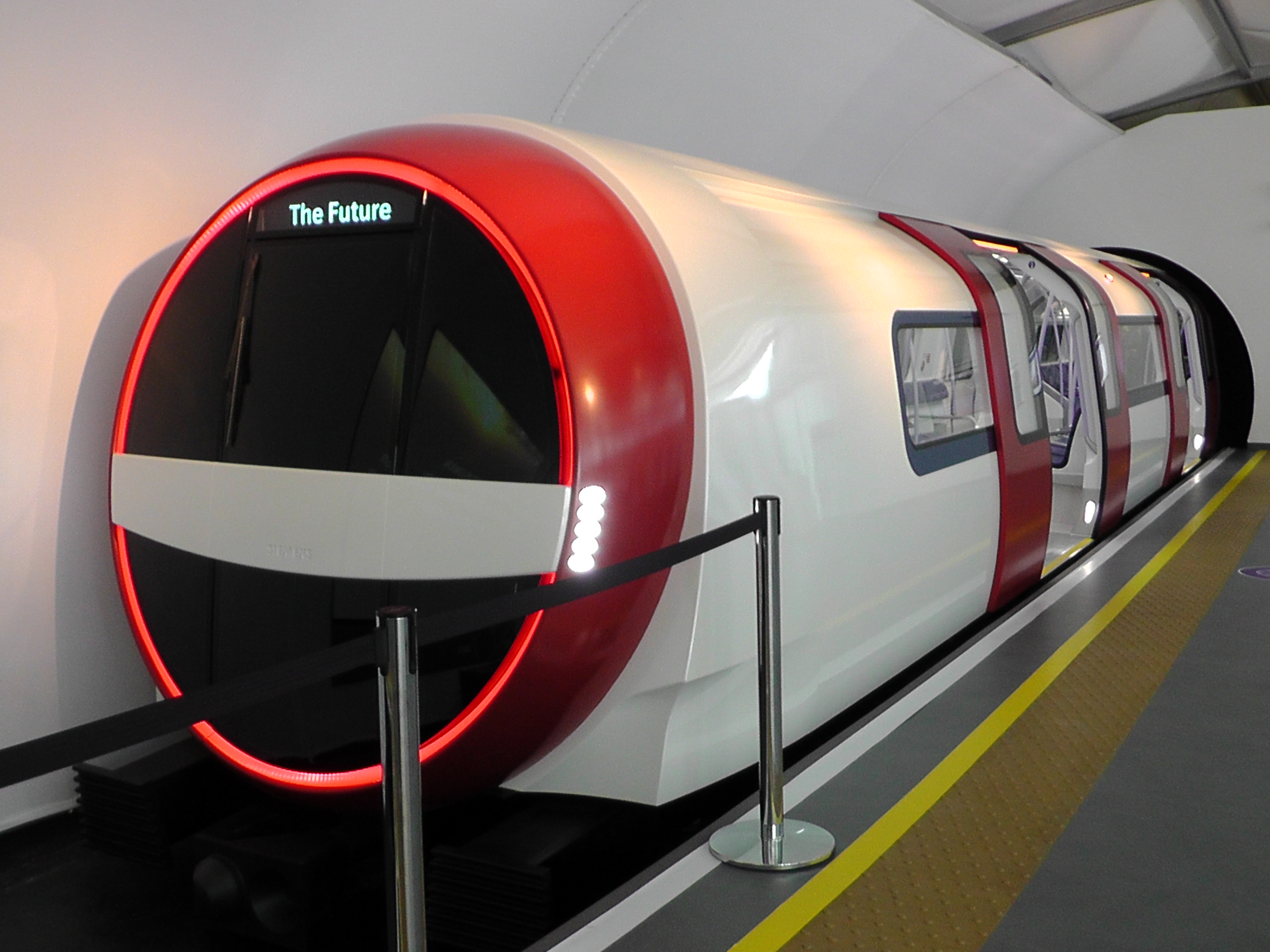
Siemens-Entwurf für zukünftige Tube-Züge (2011)

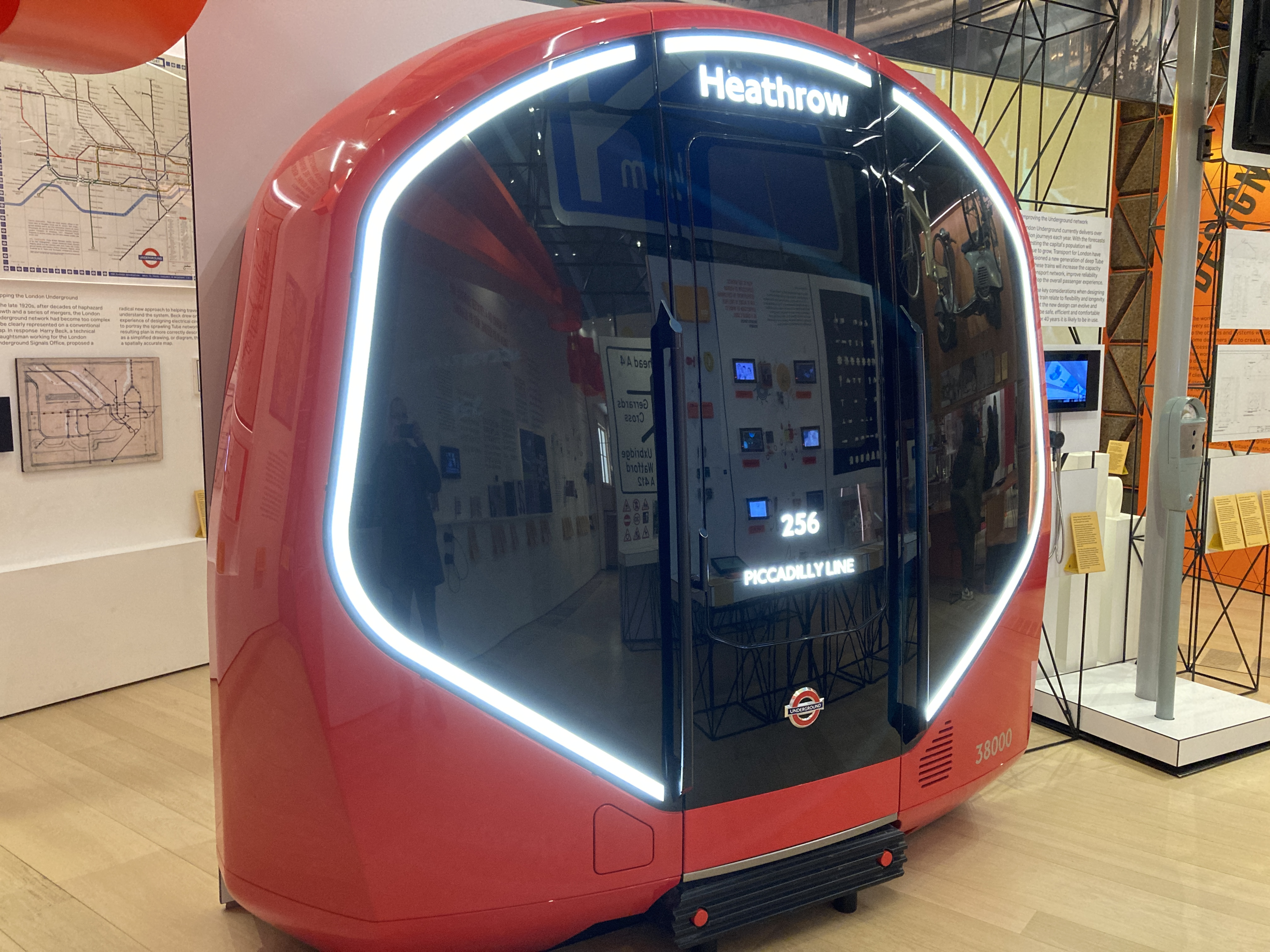
Modell der Front (2022)

Zusammen mit Atlantic Design zeigte Siemens im Jahr 2011 ein Mock-up eines durchgängig begehbaren Zugs für die London Underground.
Ab Februar 2014 gab Transport for London bekannt, eine neue Generation von U-Bahn-Zügen entwickeln und bauen zu lassen. Beginnend mit der Piccadilly Line sollten die Bestandsfahrzeuge der Bakerloo, Central und Waterloo & City Line ersetzt werden. Der Auftrag enthält auch die Instandhaltung während des Lebenszyklus. Bis September gingen Angebote von Alstom, Siemens und einem Konsortium von Bombardier und Hitachi ein.
Im Juni 2018 beauftragte TfL Siemens mit dem Bau von 94 Zügen für die Piccadilly Line mit Optionen, Züge für die drei weiteren Linien zu liefern. Mit dieser Bestellung können die 86 Bestandsfahrzeuge des 1973 Stock ersetzt werden.
Der erste Triebzug wurde Ende 2023 fertiggestellt und anschließend im Prüfcenter Wegberg-Wildenrath im Fahrbetrieb getestet. Drei Wagen wurden in der Klimakammer Temperaturen von −15 °C bis 40 °C, einer nachgebildeten Sonneneinstrahlung von 600 W/m² und Windgeschwindigkeiten bis 100 km/h ausgesetzt.
Die Inbetriebnahme der neuen Züge verspätete sich von 2025 auf voraussichtlich Ende 2026.

## Fertigung
Für die Endmontage eines Teils der bestellten Züge errichtete Siemens eine Fabrik in Goole, East Ridings of Yorkshire. Das Werk wurde im Oktober 2024 offiziell eröffnet. Die Fertigungstiefe in Großbritannien wird schrittweise erhöht, 2025 soll ein etwa einen Kilometer langes Gleis fertiggestellt werden, um die Züge vor Ort zu prüfen.
Die Drehgestelle werden in Graz gebaut und mitsamt Fahrmotoren und Getriebe zur Endmontage geliefert.

## Technik
Der 2024 Stock weist ein innovatives Design auf, das die bereits mit Niederflurstraßenbahnwagen gesammelten Erfahrungen ausnutzt. Die durchgängig begehbaren, aus neun Wagen bestehenden Züge sind im Betrieb nicht trennbar. Nur jeder zweite Wagen läuft auf zwei Drehgestellen (Wagentypen DM mit Führerstand und KM ohne Führerstand). Die dazwischen liegenden Wagen (Typ IM) stützen sich als Sänfte auf den benachbarten Wagen ab. Mit diesem Gelenkwagenkonzept konnte die Zahl der Drehgestelle von 12 bei den Vorgängerfahrzeugen 1973 Stock auf 10 reduziert und damit Masse (etwa 5 Tonnen pro Drehgestell) gespart werden. Zudem wurde Platz unterhalb der Zwischenwagen für die Klimaanlagen frei. Eine alternative Konstruktion mit Jakobs-Drehgestellen zwischen den Wagen wurde abgelehnt, da sie mehr Platz benötigt hätten.
Jeder Wagen verfügt über zwei außenliegende Schiebetüren pro Seite; im Unterschied zu den bisherigen Zügen haben alle Türen zwei Flügel und sind einheitlich 1690 Millimeter weit. Aufgrund des engen Lichtraumprofils konnten sie nicht oberhalb der Drehgestelle angeordnet werden.
Aufgrund der engen Bogenradien besitzen die neu konstruierten Innenrahmen-Drehgestelle einen Radstand von nur 1800 Millimetern. Zur einfacheren Instandhaltung kann die Radsatzwelle horizontal aus dem Getriebe hinausgeschoben werden. Unter den Fahrerkabinen befinden sich Laufdrehgestelle, während alle übrigen Drehgestelle angetrieben sind. Insgesamt 16 Radsätze werden mit permanenterregten Synchronmaschinen über ein im Motorgehäuse integriertes Getriebe angetrieben. Die Energieversorgung eines Zuges ist symmetrisch angelegt. Stromabnehmer in den angetriebenen Wagen 1 und 3 (beziehungsweise 7 und 9) nehmen den Gleichstrom aus der Stromschiene auf und führen ihn über Hauptschalter zu dem innen benachbarten Zwischenwagen. Dort speist der Strom zwei Umrichterboxen, die jeweils die beiden Fahrmotoren eines der beiden benachbarten Drehgestelle ansteuern. Eine Umrichterbox besteht aus je zwei Siliciumcarbid-Wechselrichtern und Bremswiderständen, sodass jeder Radsatz unabhängig geregelt werden kann. Somit wird der Reibwert besonders beim Bremsen besser ausgenutzt. Im Bordnetz sind 400-V-Drehstrom und 110-V-Gleichstrom verfügbar.
In den Wagen 3 und 7 wurden Batterieboxen eingebaut. Sie stellen einerseits die Energieversorgung der Hilfsbetriebe sicher, anderseits erlauben sie Fahrten ohne externe Stromversorgung, zum Beispiel im Depot oder bei einem Stromausfall auf der Strecke. Im Notfall können die Züge die Strecke bis zur nächsten Station mit den Batterien überbrücken.
Die Wagenkasten werden aus Aluminium-Strangpressprofilen in Integralbauweise hergestellt.
Als erste Fahrzeugserie für die Tube-Linien erhält der 2024 Stock Klimaanlagen. Über den Längsbänken sind Bildschirme angebracht, die Fahrgastinformation in Echtzeit und Werbung zeigen können. Wie bei anderen Inspiro-Zügen wurden Türknöpfe aus festem Gummi verbaut. Der Innenraum wird videoüberwacht.
Der 2024 Stock ist rund sechs Meter länger als der Vorgänger 1973 Stock. Durch die offenere Innenraumgestaltung und durchgängige Begehbarkeit sollen 10 % mehr Fahrgäste pro Zug befördert werden. Bei einer Stehplatzdichte von 5 Personen pro Quadratmeter können 1042 Fahrgäste befördert werden. Der Energieverbrauch soll um 20 % geringer als beim 1973 Stock sein. Trotz Klimaanlagen sollen die neuen Züge weniger Wärme in die Tunnel emittieren als die Vorgängerfahrzeuge.
Die Länge der Inspiro London kann über die Wagenzahl variiert werden. Für die Bakerloo Line sind ebenfalls neun Wagen vorgesehen, während die Züge für die Central Line elf und für die Waterloo & City Line fünf Wagen erhalten würden.

## Einsatz
Die Beschaffung des 2024 Stock ist Teil des Deep Tube Upgrade Programme (DTUP), das die Kapazität auf vier Tube-Linien erhöht. Mit der Flottenvergrößerung durch die neuen Züge soll die Zugzahl auf der Piccadilly Line von 24 auf 27 Züge pro Stunde erhöht werden. In einem zweiten Schritt werden mit neuer Signaltechnik 33 Züge pro Stunde und Richtung erreicht.